# Vitta (protista)
Vitta es un género de foraminífero bentónico considerado como nomen nudum e invalidado, y, aunque de estatus incierto, podría ser perteneciente al suborden Allogromiina del orden Allogromiida. No fue asignada su especie tipo, aunque Vitta linearis podría ser considerada como tal. Su rango cronoestratigráfico abarcaba el Holoceno.

## Discusión
Vitta fue originalmente incluido en el grupo llamado Nus, junto con otros géneros de pared orgánica.

## Clasificación
Vitta incluía a las siguientes especies:
- Vitta fenestrata
- Vitta inflata
- Vitta linearis
- Vitta nodulosa
- Vitta ramosa